# Ari Vatanen
Ari Pieti Uolevi Vatanen (n. 27 de abril de 1952, Tuupovaara, Finlandia) más conocido como Ari Vatanen es un piloto de rally y político finlandés miembro del Parlamento Europeo. Como piloto ha participado en el Campeonato Mundial de Rally, el Campeonato de Europa de Rally, el Campeonato de Europa de Turismos y el Rally Dakar donde ha logrado diversos triunfos y victorias.
En el campeonato del mundo logró diez victorias y el título de pilotos en 1981, en el europeo obtuvo ocho victorias. En el Rally Dakar ganó en cuatro ocasiones: 1987, 1989, 1990 y 1991, todas en la categoría de coches, acumulando además 50 victorias de etapa. También ha participado en el Campeonato Británico de Rally donde logró el título en dos ocasiones, 1976 y 1980 y en la Pikes Peak International Hill Climb, carrera que ganó en 1988. Su trayectoria como piloto incluyó pruebas de rally, raids, montaña y rallisprints y participó con varios copilotos destacando David Richards, John Thomas, Peter Bryant, Terry Harryman, Bruno Berglund y Fabrizia Pons.
Tras su retirada inicial de la competición en 1999 inició su carrera como político. Fue miembro electo para el Parlamento Europeo en las listas del Partido de Coalición Nacional finlandés de tendencia conservadora. Se dedicó a temas como impuestos de vehículos, políticas de control de tráfico, ayudas para el desarrollo de países y políticas agrícolas. En 2004 fue reelegido, esta vez por el partido conservador francés Unión por un Movimiento Popular.
Su carrera política no impidió su regreso a las carreras y en 2003 participó nuevamente en competiciones de rally, especialmente en el Rally Dakar, donde ganó de las etapas en la edición de 2005. En 2009 se presentó a la presidencia de la FIA, donde tuvo como rival al francés Jean Todt: el que fue finalmente elegido.
Posee una granja en el sur de Francia.

## Trayectoria deportiva
Vatanen nació en la zona rural de Tuupovaara en el este de Finlandia. Comenzó su carrera como piloto en 1971 en el Hankiralli con un Opel Rally Kadett donde finalizó en la posición 31.ª y hasta 1973 participó en pruebas de su tierra natal. Su primer podio lo logró en una de esas pruebas, la Jyväskylän Talviralli donde obtuvo la segunda plaza con el Opel Katedtt. Ese mismo año consiguió su primera victoria: en el Tott-Porrassalmi Ralli. En 1972 participó en el Arctic Rally prueba que ese año era puntuable para el Campeonato de Europa aunque su debut en el certamen europeo se fraguó con un abandono. Ese año combinó carreras con el Opel Kadett y el Ford Capri 3000, con el que participó en un rallisprint y en un rally logrando la tercera plaza. Al año siguiente disputó nueve pruebas, siete con un Opel Ascona con el que logró una victoria en el Kalakukkoralli y dos con el Ford Capri con victoria en el Savo Ralli.

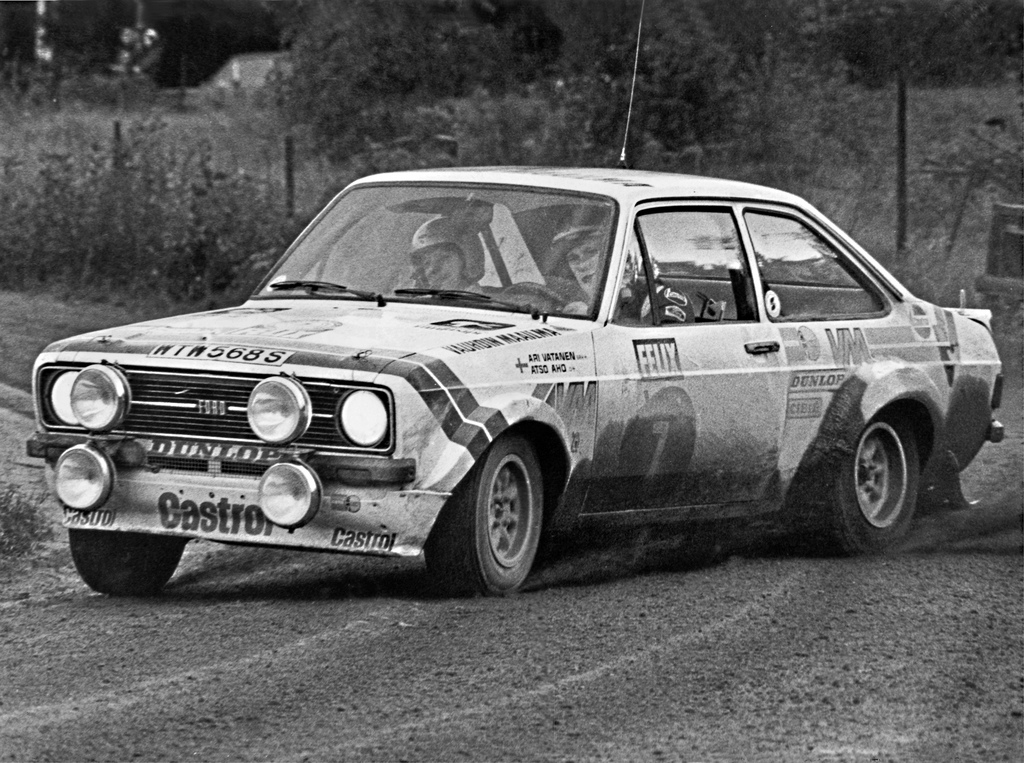
Vatanen en el Rally de Finlandia de 1978 con el Ford Escort RS 1800.

En 1974 continuó su participación con el Ascona, esta vez como grupo 2, con el que consiguió una victoria y debutó en una prueba del campeonato del mundo: el Rally de Finlandia que se saldó con un abandono tras perder una rueda. Al año siguiente además de lograr tres victorias en su tierra participó en varias pruebas fuera de su país. Corrió el Rothmans 747 Rally (Jamaica) con un Datsun 120 Y, el Circuit of Donegal (Irlanda), el Scottish Rally donde fue octavo y el Welsh Rally. En las dos pruebas de Gran Bretaña tuvo como copiloto a David Richards, con el que volvería a correr años después en el campeonato del mundo. Volvió a correr el Rally de Finlandia, en esta ocasión con un Ford Escort RS 1600 y además participó en el Rally RAC, con abandono en ambas pruebas. En 1976 participó con un Ford Escort RS 1800 en diversas pruebas de Gran Bretaña, algunas puntuables para el campeonato europeo y otras para el Campeonato Británico. Logró seis victorias y se adjudicó el campeonato británico convirtiéndose en el primer finés en lograrlo. En el campeonato del mundo volvió a participar en Finlandia y Gran Bretaña de nuevo sumando dos abandonos. En 1977 amplió sus participaciones en el campeonato del mundo. Corrió ocho de las diez que constaba el calendario a bordo del Ford Escort RS 1800 y aunque abandonó en siete pruebas, por averías o accidentes, logró su primer podio y realizó una de sus mejores carreras en su trayectoria como piloto. En el Rally de Nueva Zelanda de 1977, una dura prueba de seis días y setenta y cuatro tramos, algunos con más de cien kilómetros, Vatanen realizó una carrera memorable: se salió en dos ocasiones que le hizo perder 32 minutos y consiguió remontar hasta la segunda plaza y terminar segundo a tan solo 1:34' del ganador de la prueba, el italiano Fulvio Bachelli. Vatanen llegó incluso a superar a los tres Fiat en algún tramo, que salían antes que él. Además del mundial logró varios podios en pruebas internacionales y consiguió cinco victorias, tres en Finlandia y dos en Gran Bretaña: Arctic Rally, Mintex International Rally, Scottish Rally, Itäralli y Nokia Ralli. En 1978 redujo su programa en el mundial a cinco rallies. Debutó en el Rally de Suecia con un quinto puesto que a la postre sería el mejor resultado de ese año en el certamen que volvió a sumar abandonos y además una exclusión en Gran Bretaña. A pesar de estos los malos resultados consiguió seis victorias, dos en Finlandia: Mänttä 200-ajo, Arctic Rally y cuatro en pruebas internacionales: Cork 20 Rally, Ilha de Madeira, Lindisfarne Rally y Donegal Rally. La victoria conseguida en el Arctic Rally y el Rally de Suecia le permitió terminar séptimo en la FIA Cup for Rally Drivers, copa antecesora del campeonato del mundo de pilotos que se disputaría por primera vez al año siguiente. En 1979 se centró casi exclusivamente al mundial. Realizó un programa de siete pruebas y logró cuatro podios. Debutó en el Rally de Montecarlo con él Ford Fiesta 1600 logrando el décimo puesto. Sumó dos abandonos en Suecia y Portugal y posteriormente se subió al podio en las cuatro carreras restantes, siendo el mejor resultado el segundo de Finlandia. Logró la victoria en el Rally de Chipre, puntuable para el campeonato de Europa y el Castrol 79 Rally.

### Años 1980
En 1980 volvió a combinar el campeonato del mundo con el campeonato de Europa. A pesar de sumar tres abandonos consiguió su primera victoria en el mundial, en el Rally Acrópolis, fue segundo en Finlandia y San Remo y terminó cuarto en el campeonato de pilotos. Disputó cuatro pruebas del europeo donde se hizo con la victoria en el Scottish Rally, Welsh Rally y fue segundo en el Circuit of Ireland, Rally CS y el Manx Trophy, resultados que le permitieron terminar cuarto en el campeonato. También disputó el Castrol International Rally, una prueba australiana donde terminó segundo por detrás del piloto local Greg Carr, que venció por tan sólo 40 décimas de segundo en la parte final de la prueba cuando Vatanen sufrió un vuelco.

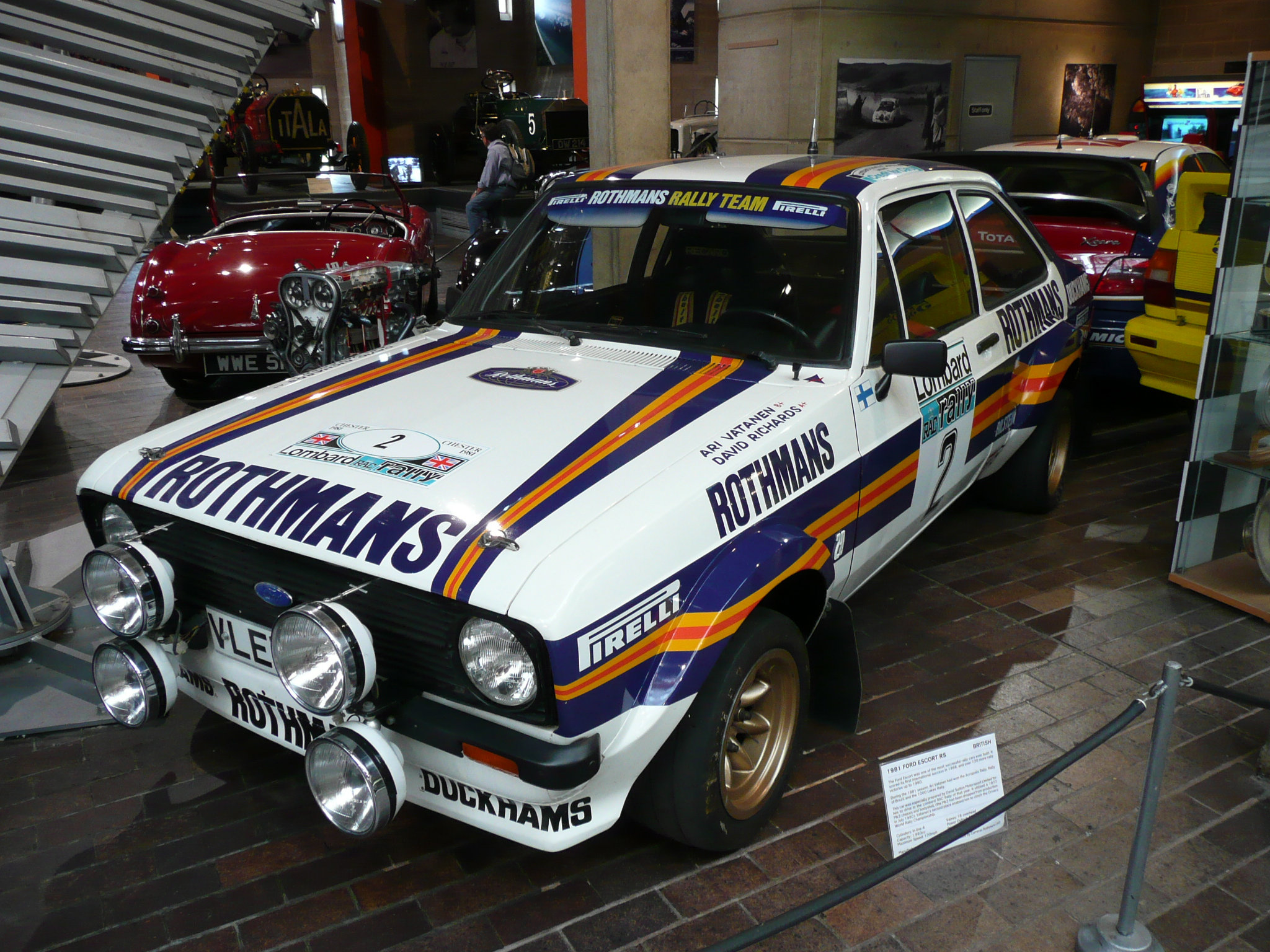
Ford Escort RS 1800 con el Ari Vatanen ganó el campeonato del mundo en 1981.

En la temporada 1981, de nuevo con el Ford Escort RS y con David Richards como copiloto disputó diez pruebas del calendario mundialista. Mantuvo una lucha con Guy Frequelin y Jean Todt que se disputaron el título hasta la última prueba. Vatanen ganó en el Acrópolis, Brasil y Finlandia y fue segundo en Suecia y Finlandia, además de sumar puntos en San Remo y Costa de Marfil. En la última cita del año, Gran Bretaña su rival Frequelin abandonó por accidente en uno de los últimos tramos hecho que permitió al finés finalizar segundo y sumar quince puntos y hacerse con el campeonato del mundo. Vatanen se convirtió así en el primer piloto de Finlandia en ganar el campeonato del mundo. Ese año participó también en el Rally Maspalomas donde fue segundo y en el Welsh Rally donde logró la victoria. Al año siguiente Vatanen solo disputó tres pruebas del mundial, dos con el Ford Escort RS con el que fue segundo en Suecia y abandonó en Finlandia por rotura del motor y una con el Opel Ascona 400 en Gran Bretaña donde también abandonó pero por accidente. Disputó además tres pruebas del europeo, Scottish Rally, Manx Rally y Circuit of Ireland, dos del campeonato británico, Mintex International Rally y Welsh Rally y participó en las 24 horas de Nürburgring con el piloto de Fórmula 1 Keke Rosberg a bordo de un Ford Capri con el que no pudieron terminar la prueba. En 1983 participó en el mundial con Opel, marca con la que hizo tres pruebas con el Opel Ascona 400 y cuatro con el Opel Manta 400. Tras un inicio regular y lograr una victoria en el Rally Safari, sumó tres abandonos consecutivos y ese año solo pudo ser sexto. Las participaciones en otras pruebas se saldaron con una victoria en el Itäralli, un cuarto puesto en el MIRA Rally y un segundo en el Manx Rally.

#### Peugeot

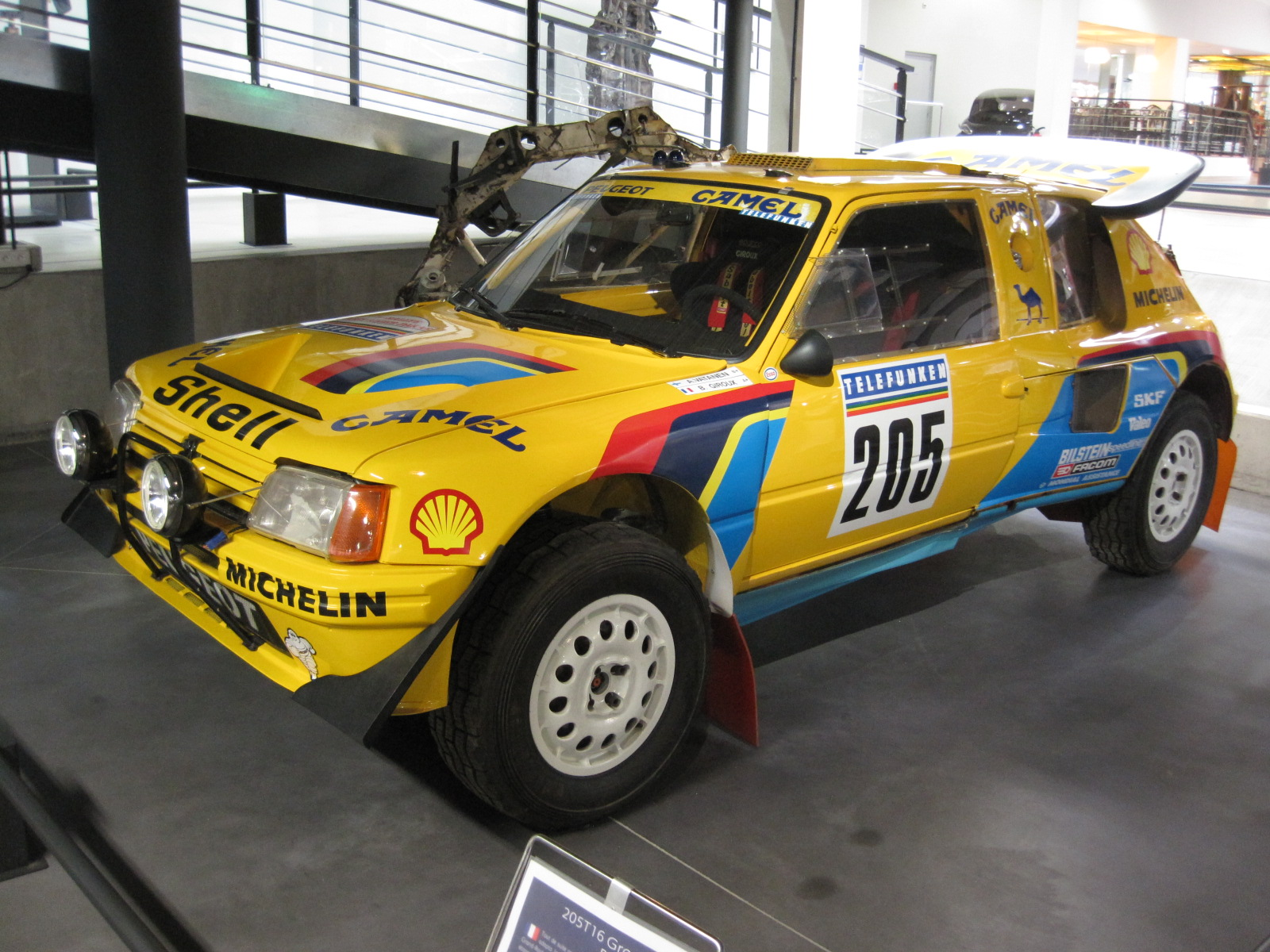
Con el Peugeot 205 Turbo 16 Vatanen logró cinco victorias en el campeonato del mundo y su logró su primer triunfo en el Rally Dakar. En la imagen la versión del 205 para el Dakar.

En 1984 Vatanen fichó por Peugeot, marca que preparaba ese año su entrada en el mundial con el Peugeot 205 Turbo 16. El finés hizo debutar el 205 T16, en el Rally de Córcega de ese año y por poco logra la victoria. Dominó la prueba desde el octavo tramo hasta que sufrió un accidente en el tramo diecinueve. Participó luego en el Acrópolis donde volvió a retirarse aunque esta vez por avería en el motor y posteriormente sumó tres victorias consecutivas: Finlandia, San Remo y Gran Bretaña dejando patente el potencial del vehículo. Al año siguiente formó parte del equipo francés junto a su compatriota Timo Salonen a los que se sumaron de manera ocasional Bruno Saby y Karl Grundel. A pesar del buen arranque de temporada, con victorias en Montecarlo y Suecia, posteriormente sumó cuatro abandonos consecutivos, la mayoría por averías mecánicas, salvo en Córcega donde sufrió un accidente, y un segundo puesto en Nueva Zelanda. Vatanen acudió al Rally de Argentina donde vivió uno de sus peores momentos como piloto. Comenzó muy pronto liderando la carrera pero en el segundo tramo sufrió un terrible accidente que casi le costó la vida y que lo retiró de la competición casi dos años.

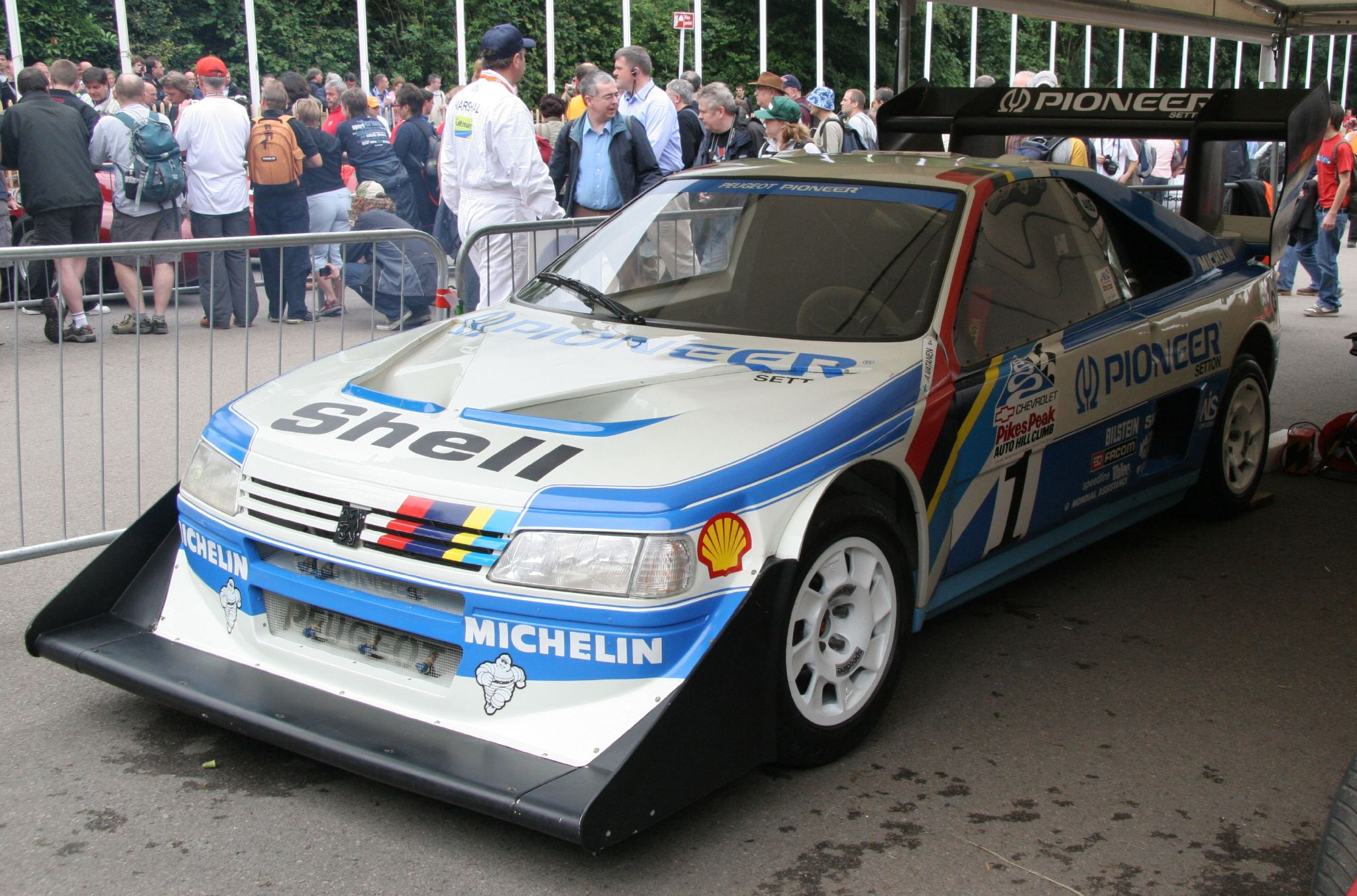
Vatanen disputó el Rally Dakar en 1988, 1989 y 1989 y la Pikes Peak International Hill Climb con el Peugeot 405 Turbo 16.

Regresó a la competición en 1987 corriendo distintas pruebas. Corrió el París Dakar y el Pharaohs Rally con el Peugeot 205 T16GR logrando la victoria en ambas carreras. Disputó también la Pikes Peak International Hill Climb con el 205 T16 donde abandonó y en el campeonato del mundo corrió el Safari donde fue décimo con un Subaru Coupe 4WD Turbo y Finlandia donde logró el segundo puesto con un Ford Sierra RS Cosworth. Con el Sierra también corrió la Hong Kong-Beijing con abandono. Al año siguiente siguió disputando pruebas de raid, como el París Dakar con una versión del 205 T16 denominada Peugeot 405 Turbo 16, vehículo que ese año le permitió vencer en el Tunisian Rally, Atlas Rally, Baja Monteblancos, Pharaohs Rally y en la Pikes Peak, edición que ese año venció marcando el récord y sirvió como rodaje de un documental llamado Climb Dance, que obtuvo varios premios cinematográficos: en 1990 ganó en el Festival de Chamonix, en el International Film Festival de Houston, en el US Industrial Film & Video Festival de Chicago y en el Festival International Du Film D'aventure Val D'isere. Sus participaciones en el mundial se limitaron de nuevo a dos pruebas, Finlandia y Gran Bretaña, con sendos abandonos. En 1989 disputó de nuevo el Rally Dakar y el Pharaohs Rally donde ganó en ambas con el Peugeot 405 T16. En el mundial disputó cuatro pruebas con un Mitsubishi Galant VR-4 con un quinto puesto en Gran Bretaña como mejor resultado. Participó también en la Pikes Peak donde abandonó y en la Race of Champions por segundo año consecutivo.

### Años 1990
En 1990 volvió a combinar sus participaciones en raid con pruebas del mundial de rally. Ganó el París-Dakar de nuevo con el 405 T16 y la Baja Aragón con un Citroën ZX. Corrió de nuevo con el Mitsubishi Galant con el que sumó cuatro abandonos pero fue segundo en Finlandia. Al año siguiente venció por cuarta vez en el París Dakar y en el Pharaohs Rally, en ambas con el Citroën ZX. Corrió además los rallies de Finlandia y Gran Bretaña y participó en la Race of Champions. En 1992 disputó la París-Cape Town con el ZX donde fue quinto y fichó por Subaru, donde formó equipo con Colin McRae  y realizó un programa de seis pruebas en el campeonato del mundo. A bordo del Subaru Legacy 4WD corrió Suecia, Acrópolis y Nueva Zelanda donde abandonó por accidente o averías mecánicas; Finlandia donde fue cuarto, Australia, donde nuevamente abandonó por problemas en la transmisión y Gran Bretaña donde consiguió ser segundo. En la temporada 1993 combinó de nuevo su participación en el mundial con otro tipo de pruebas. Corrió el Acrópolis y Nueva Zelanda con abandono en ambas y luego sumó dos segundos puestos en Finlandia y Australia y un quinto en Gran Bretaña. En raid disputó, el Hong Kong-Beijing Rally donde ganó con el Legacy y el París Dakar de nuevo con el Citroën ZX donde terminó en la octava plaza. Participó además en el Rally de Indonesia, donde abandonó.
En 1994 fichó por Ford, la marca con la había disputado sus primeras carreras en el mundial. Con el Ford Escort RS Cosworth disputó cinco pruebas y los resultados volvieron a combinar abandonos con podios. Fue quinto en el Acrópolis, tercero en Argentina, abandonó por accidente en Nueva Zelanda y Finlandia y fue quinto en Gran Bretaña. Ese año Vatanen participó en la Porsche Supercup una prueba de circuitos disputada en el Circuito de Estoril (Portugal) con un Porsche 911 donde terminó en la posición 21º. En la temporada 1995 abandonó temporalmente el mundial de rally y disputó solo pruebas de raid. Corrió el Dakar con Citroën donde abandonó, el Tunisian Rally donde fue tercero y luego ganó el Atlas Rally y la Baja Portugal. En rally disputó la Pirelli International Rally con el Ford Escort RS Cosworth donde ganó, el Rally de Indonesia donde abandonó y el Hong Kong-Beijing con un Mitsubishi Lancer Evo donde fue segundo. Ese año participó en una prueba de montaña en Francia, donde ganó con un Citroën ZX RR. En 1996 Vatanen intensificó de nuevo sus participaciones en pruebas de raid, subiéndose al podio en la mayoría de las pruebas que corrió. Con el Citroën ZX RR ganó la Baja España y el Master Rally, y fue segundo en el Tunisian Rally y la Baja Portugal. Abandonó en el Dakar y corrió el 
Hong Kong-Beijing donde ganó con un Mitsubishi Lancer Evo III, participó también en el Rally de Suecia donde abandonó y en el Rally de Gran Bretaña que ese año no fue puntuable para el campeonato del mundo en el que sumó otro abandono. En 1997 participó con éxito de nuevo en el Tunisian Rally, donde fue segundo y en el Atlas Rally, Baja Portugal, Master Rally, UAE Desert Challenge con victoria en todas a bordo del Citroën ZX RR. Corrió también la Baja España, y la Baja Italia donde abandonó. Hizo un aparición en el mundial de rally logrando un octavo puesto en Gran Bretaña con el Ford Escort RS Cosworth y disputó la Challenge Prince Albert en Mónaco también con el Escort logrando la sexta plaza y participó en el Fórmula Rally de Madrid. En 1998 comenzó a reducir sus participaciones y no disputó ningún raid, pero realizó un programa corto en el mundial de rally. Corrió el Safari, Portugal y Finlandia con un Ford Escort WRC con el que logró subirse al podio en la prueba africana y el Rally de Gran Bretaña con el Subaru Impreza WRC donde abandonó. Ese año corrió la 24 horas de Chamonix, una carrera sobre hielo disputada en Francia con un Ford Escort y teniendo como compañero de equipo a Nigel Mansell, expiloto de Fórmula 1. Ambos lograron terminar en la posición duodécima. Al año siguiente volvió a correr en Chamonix, en esta ocasión con un BMW Z3 y con Jean-Philippe Dayraut como compañero con el que logró terminar en la cuarta posición.

### Años 2000
En 1999 Vatanen se había retirado de la competición, aunque fue de manera temporal. En 2003 volvió a participar en el Dakar, donde fue séptimo a bordo de un Nissan Pickup, corrió la UAE Desert Challenge y disputó el Rally de Finlandia con un Peugeot 206 WRC donde terminó en la posición undécima. Siguió participando en el Dakar con el Nissan en 2004, 2005 y posteriormente disputó el UAE Desert Challenge en 2006 y el Dakar en 2007 con un Volkswagen Race Touareg.

## Trayectoria como político

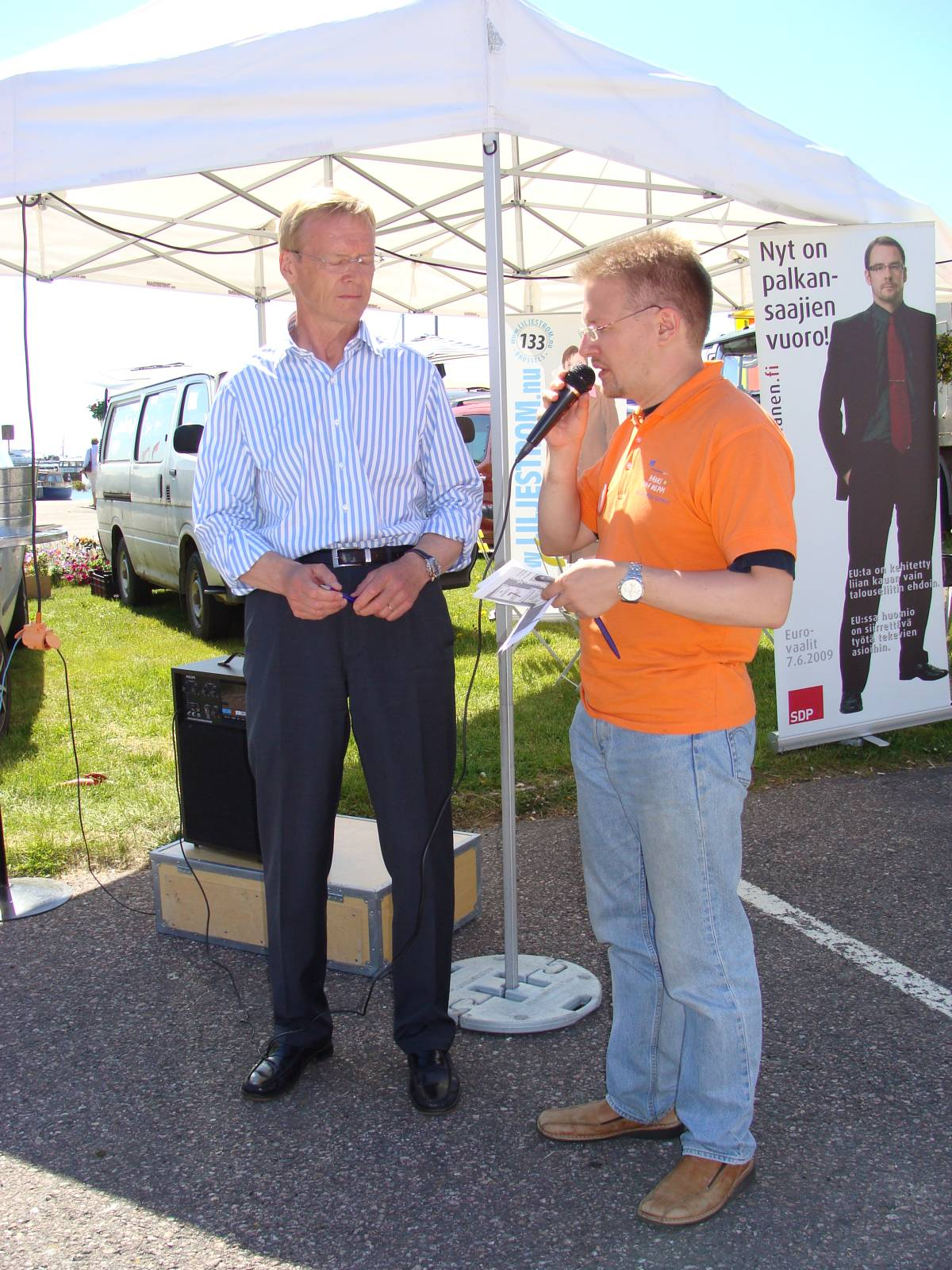
Vatanen en el año 2009 durante un acto político.

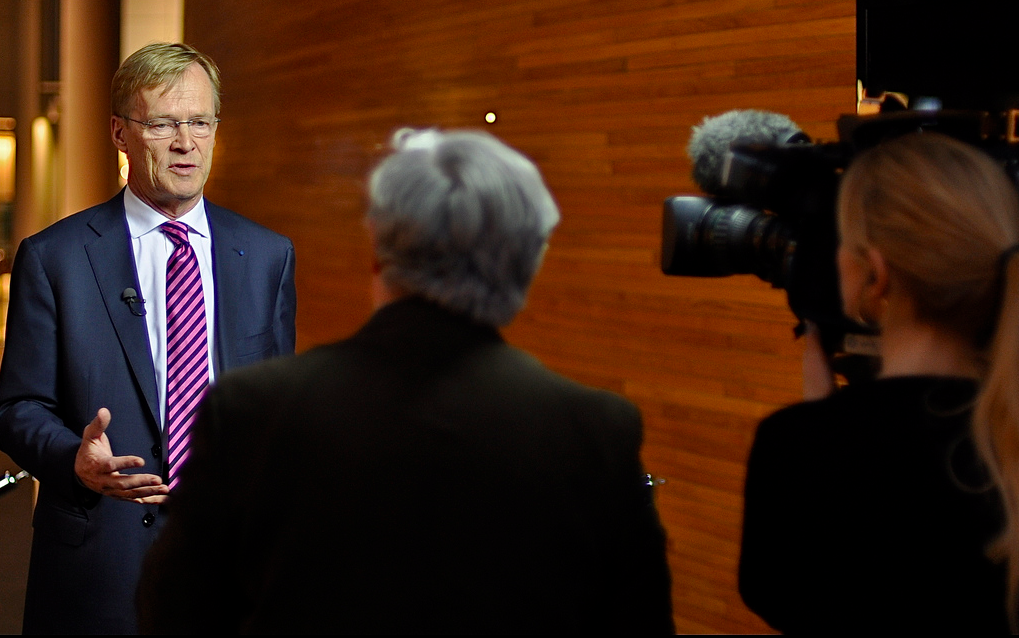
Parlamento Europeo,Strasbourg

Se interesó por la política y en 1999 fue elegido para el Parlamento Europeo en las listas del Partido de Coalición Nacional finlandés de tendencia conservadora. Se ha dedicado a temas como impuestos de vehículos, políticas de control de tráfico, ayudas para el desarrollo de países y políticas agrícolas. En 2004 fue reelegido, esta vez por el partido conservador francés Unión por un Movimiento Popular.
En el año 2005 creó el Mobility for Prosperity in Europe (MPE) una organización dedicada a la defensa de la movilidad.
En octubre de 2009 presentó su candidatura para la presidencia de la FIA. En su programa se fijó como objetivos: dar unidad a la federación, hacerla más transparente y contribuir al deporte desde su base. Tuvo como único rival en las elecciones a su exjefe de equipo en Peugeot, el francés Jean Todt que finalmente salió elegido.

## Videografía
En 1980 se publicó un documental llamado «The Vatanen Touch», sobre la participación de Vatanen en el British Open Rally Championship junto a David Richards cuando corría con el equipo Rothmans Ford Escort.  En 1990 se publicó una segunda parte, «The Vatanen Touch Too» que contaba la trayectoria del piloto desde 1981 hasta 1985 destacando el título logrado en 1981 y el accidente en Argentina de 1985 con el Peugeot 205 Turbo 16.

## Palmarés

### Títulos
| Año  | Título                                        | Vehículo               |
| 1976 | Campeón de Rally del Reino Unido              | Ford Escort RS1800     |
| 1980 | Campeón de Rally del Reino Unido              | Ford Escort RS1800     |
| 1981 | Campeonato del Mundo de Rally                 | Ford Escort RS1800     |
| 1987 | Rally Dakar                                   | Peugeot 205 Turbo 16   |
| 1989 | Rally Dakar                                   | Peugeot 405 Turbo 16   |
| 1990 | Rally Dakar                                   | Peugeot 405 Turbo 16   |
| 1991 | Rally Dakar                                   | Citroën ZX Rallye-raid |
| 1997 | Copa Mundial de Rally Cross-Country de la FIA | Citroën ZX Rallye-raid |

### Resultados completos en el Campeonato Mundial de Rally
| Año  | Equipo                      | Vehículo                    | 1       | 2       | 3       | 4       | 5       | 6       | 7       | 8       | 9     | 10    | Posición | Puntos |
| ---- | --------------------------- | --------------------------- | ------- | ------- | ------- | ------- | ------- | ------- | ------- | ------- | ----- | ----- | -------- | ------ |
| 1974 | Ari Vatanen                 | Opel Ascona 19              | FIN Ret |         |         |         |         |         |         |         |       |       | -        | -      |
| 1975 | Ari Vatanen                 | Ford Escort RS 1600         | FIN Ret |         |         |         |         |         |         |         |       |       | -        | -      |
| 1975 | Ari Vatanen                 | Ford Escort RS 1800         |         | GBR Ret |         |         |         |         |         |         |       |       | -        | -      |
| 1976 | Ari Vatanen                 | Ford Escort RS 1800         | FIN Ret | GBR Ret |         |         |         |         |         |         |       |       | -        | -      |
| 1977 | Ari Vatanen                 | Ford Escort RS 1800         | POR Ret | KEN Ret | NZL 2   | GRE Ret | FIN Ret | CAN Ret | ITA Ret | GBR Ret |       |       | -        | -      |
| 1978 | Ari Vatanen                 | Ford Escort RS 1800         | SWE 5   | POR Ret | FIN Ret |         |         |         |         |         |       |       | -        | -      |
| 1978 | Marlboro                    | Ford Escort RS 1800         |         |         |         | GBR Des |         |         |         |         |       |       | -        | -      |
| 1979 | Ford Motor Co.              | Ford Fiesta 1600            | MON 10  |         |         |         |         |         |         |         |       |       | 5.º      | 50     |
| 1979 | Ford Motor Co.              | Ford Escort RS 1800         |         | SWE Ret | POR Ret | NZL 3   | FIN 2   | CAN 3   | GBR 4   |         |       |       | 5.º      | 50     |
| 1980 | Publimmo Racing             | Ford Escort RS 1800         | MON Ret |         |         |         |         |         |         |         |       |       | 4.º      | 50     |
| 1980 | Rothmans Rally Team         | Ford Escort RS 1800         |         | POR Ret | GRE 1   | FIN 2   | ITA 2   | GBR Ret |         |         |       |       | 4.º      | 50     |
| 1981 | Rothmans Rally Team         | Ford Escort RS 1800         | MON Ret | SWE 2   | POR Ret | GRC 1   | ARG Ret | BRA 1   | FIN 1   | ITA 7   | CIV 9 | GBR 2 | 1º       | 96     |
| 1982 | David Sutton Motorsport     | Ford Escort RS 1800         | SWE 2   |         |         |         |         |         |         |         |       |       | 13.º     | 15     |
| 1982 | MCD / Mobira                | Ford Escort RS 1800         |         | FIN Ret |         |         |         |         |         |         |       |       | 13.º     | 15     |
| 1982 | Rothmans Opel Rally Team    | Opel Ascona 400             |         |         | GBR Ret |         |         |         |         |         |       |       | 13.º     | 15     |
| 1983 | Rothmans Opel Rally Team    | Opel Ascona 400             | MON 5   | SWE 6   | KEN 1   |         |         |         |         |         |       |       | 6.º      | 44     |
| 1983 | Rothmans Opel Rally Team    | Opel Manta 400              |         |         |         | GRC 4   | FIN Ret | ITA Ret | GBR Ret |         |       |       | 6.º      | 44     |
| 1984 | Peugeot Talbot Sport        | Peugeot 205 Turbo 16        | FRA Ret | GRE Ret | FIN 1   | ITA 1   | GBR 1   |         |         |         |       |       | 4.º      | 60     |
| 1985 | Peugeot Talbot Sport        | Peugeot 205 Turbo 16        | MON 1   | SWE 1   | POR Ret | KEN Ret | FRA Ret | GRE Ret | NZL 2   | ARG Ret |       |       | 4.º      | 55     |
| 1987 | Fuji Heavy Industries       | Subaru RX Turbo             | KEN 10  |         |         |         |         |         |         |         |       |       | 19.º     | 16     |
| 1987 | Ford Motor Co               | Ford Sierra RS Cosworth     |         | FIN 2   |         |         |         |         |         |         |       |       | 19.º     | 16     |
| 1988 | Prodrive BMW                | BMW M3                      | FIN Ret |         |         |         |         |         |         |         |       |       | -        | 0      |
| 1988 | Ralliart Europe             | Mitsubishi Galant VR-4      |         | GBR Ret |         |         |         |         |         |         |       |       | -        | 0      |
| 1989 | Mitsubishi Ralliart Europe  | Mitsubishi Galant VR-4      | MON 87  | GRE Ret | FIN Ret | GBR 5   |         |         |         |         |       |       | 40.º     | 8      |
| 1990 | Mitsubishi Ralliart Europe  | Mitsubishi Galant VR-4      | MON Ret | POR Ret | GRE Ret | FIN 2   | GBR Ret |         |         |         |       |       | 16.º     | 15     |
| 1991 | Milk Team                   | Ford Sierra Cosworth RS 4x4 | FIN 7   |         |         |         |         |         |         |         |       |       | 22º      | 12     |
| 1991 | Subaru Rally Team Europe    | Subaru Legacy RS            |         | GBR 5   |         |         |         |         |         |         |       |       | 22º      | 12     |
| 1992 | Subaru Rally Team Europe    | Subaru Legacy RS            | SWE Ret | GRE Ret | NZL Ret | FIN 4   | AUS Ret | GBR 2   |         |         |       |       | 11.º     | 25     |
| 1993 | 555 Subaru World Rally Team | Subaru Legacy RS            | GRE Ret | ARG Ret |         | AUS 2   |         |         |         |         |       |       | 7.º      | 38     |
| 1993 | 555 Subaru World Rally Team | Subaru Impreza 555          |         |         | FIN 2   |         | GBR 5   |         |         |         |       |       | 7.º      | 38     |
| 1994 | SMS                         | Ford Escort RS Cosworth     | GRC 5   |         |         | FIN Ret | GBR 5   |         |         |         |       |       | 9.º      | 28     |
| 1994 | Ford Motor Co               | Ford Escort RS Cosworth     |         | ARG 3   | NZL Ret |         |         |         |         |         |       |       | 9.º      | 28     |
| 1996 | Ford Motor Co               | Ford Escort RS Cosworth     | SWE Ret |         |         |         |         |         |         |         |       |       | -        | 0      |
| 1997 | Motorsport Consultancy      | Ford Escort WRC             | GBR 8   |         |         |         |         |         |         |         |       |       | -        | 0      |
| 1998 | Ford Motor Co               | Ford Escort WRC             | KEN 3   | POR 5   | FIN Ret |         |         |         |         |         |       |       | 11.º     | 6      |
| 1998 | 555 Subaru World Rally Team | Subaru Impreza WRC 98       |         |         |         | GBR Ret |         |         |         |         |       |       | 11.º     | 6      |
| 2003 | Bozian Racing               | Peugeot 206 WRC             | FIN 11  |         |         |         |         |         |         |         |       |       | -        | 0      |

### Victorias en el Campeonato Mundial de Rally
| N.º | Rally                                  | Año  | Copiloto       | Vehículo             |
| --- | -------------------------------------- | ---- | -------------- | -------------------- |
| 1   | 27th Acropolis Rally                   | 1980 | David Richards | Ford Escort RS1800   |
| 2   | 28th Acropolis Rally                   | 1981 | David Richards | Ford Escort RS1800   |
| 3   | 3° Marlboro Rallye do Brasil           | 1981 | David Richards | Ford Escort RS1800   |
| 4   | 31st 1000 Lakes Rally                  | 1981 | David Richards | Ford Escort RS1800   |
| 5   | 31st Marlboro Safari Rally             | 1983 | Terry Harryman | Opel Ascona 400      |
| 6   | 34th 1000 Lakes Rally                  | 1984 | Terry Harryman | Peugeot 205 T16      |
| 7   | 26° Rallye Sanremo                     | 1984 | Terry Harryman | Peugeot 205 Turbo 16 |
| 8   | 33rd Lombard RAC Rally                 | 1984 | Terry Harryman | Peugeot 205 Turbo 16 |
| 9   | 53ème Rallye Automobile de Monte-Carlo | 1985 | Terry Harryman | Peugeot 205 Turbo 16 |
| 10  | 35th International Swedish Rally       | 1985 | Terry Harryman | Peugeot 205 Turbo 16 |

### Victorias en el Campeonato de Europa de Rally
| N.º | Rally          | Año  | Copiloto       | Vehículo           |
| --- | -------------- | ---- | -------------- | ------------------ |
| 1   | Welsh Rally    | 1976 | Peter Bryant   | Ford Escort RS1800 |
| 2   | Manx Rally     | 1976 | Peter Bryant   | Ford Escort RS1800 |
| 3   | Arctic Rally   | 1977 | Atso Aho       | Ford Escort RS1800 |
| 4   | Scottish Rally | 1977 | Peter Bryant   | Ford Escort RS1800 |
| 5   | Donegal Rally  | 1978 | Peter Bryant   | Ford Escort RS1800 |
| 6   | Arctic Rally   | 1978 | Atso Aho       | Ford Escort RS1800 |
| 7   | Cyprus Rally   | 1979 | David Richards | Ford Escort RS1800 |
| 8   | Scottish Rally | 1980 | David Richards | Ford Escort RS1800 |

### Resultados en el Rally Dakar
| Año     | Categoría | Copiloto             | Vehículo               | Posición | Etapas |
| ------- | --------- | -------------------- | ---------------------- | -------- | ------ |
| 1987    | Coches    | Bernard Giroux       | Peugeot 205 Turbo 16GR | 1.º      | 3      |
| 1988    | Coches    | Bruno Berglund       | Peugeot 405 Turbo 16   | DSQ.     | 4      |
| 1989    | Coches    | Bruno Berglund       | Peugeot 405 Turbo 16   | 1.º      | 7      |
| 1990    | Coches    | Bruno Berglund       | Peugeot 405 Turbo 16   | 1.º      | 7      |
| 1991    | Coches    | Bruno Berglund       | Citroën ZX Rally       | 1.º      | 5      |
| 1992    | Coches    | Bruno Berglund       | Citroën ZX Rally       | 5.º      | 7      |
| 1993    | Coches    | Christian Delferrier | Citroën ZX Rally       | 8.º      | 2      |
| 1995    | Coches    | Gilles Picard        | Citroën ZX Rallye-Raid | Ret.     | 3      |
| 1996    | Coches    | Gilles Picard        | Citroën ZX Rallye-Raid | 4.º      | 7      |
| 2003    | Coches    | Tina Thörner         | Nissan Pickup          | 7.º      | 4      |
| 2004    | Coches    | Juha Repo            | Nissan Pickup          | Ret.     | 1      |
| 2005    | Coches    | Tiziano Siviero      | Nissan Pickup          | 39.º     | -      |
| 2007    | Coches    | Fabrizia Pons        | VW Race Touareg        | Ret.     | -      |
| Fuente: |           |                      |                        |          |        |

| Predecesor: Walter Röhrl     | Campeón Mundial de Rally 1981        | Sucesor: Walter Röhrl    |
| Predecesor: Roger Clark      | Campeón Británico de Rally 1976      | Sucesor: Russell Brookes |
| Predecesor: Pentti Airikkala | Campeón Británico de Rally 1980      | Sucesor: Jimmy McRae     |
| Predecesor: René Metge       | Ganador Rally Dakar 1987             | Sucesor: Juha Kankkunen  |
| Predecesor: Juha Kankkunen   | Ganador Rally Dakar 1989, 1990, 1991 | Sucesor: Hubert Auriol   |